# Cheumatopsyche cornix
Cheumatopsyche cornix är en nattsländeart som beskrevs av Malicky 1997. Cheumatopsyche cornix ingår i släktet Cheumatopsyche och familjen ryssjenattsländor. Inga underarter finns listade i Catalogue of Life.